# Василівська сільська рада (Новомосковський район)
| Василівський старостинський округ — колишній орган місцевого самоврядування у Новомосковському районі Дніпропетровської області з адміністративним центром у с. Василівка. Сільській раді були підпорядковані населені пункти: - с. Василівка - с. Андріївка - с. Всесвятське |

## Склад ради
Рада складалася з 14 депутатів та голови.

## Керівний склад сільської ради
| ПІБ                         | Основні відомості | Дата обрання | Дата звільнення |
| --------------------------- | --- | ------------ | --------------- |
| Писаренко Юрій Анатолійович | Староста |              |                 |
| Карпенко Надія Миколаївна   | Помічник старости |              |                 |
| Липа Іван Іванович          | Спеціаліст 1 категорії. Відділу з питань житлово-комунального господарства, комунальної власності, будівництва та земельних відносин та екологічної безпеки. |              |                 |
|                             | |              |                 |

Примітка: таблиця складена за даними джерела